# 江戸川チョヲイチロウ
江戸川 チョヲイチロウ（えどがわ チョヲイチロウ ）は、日本のボーカリスト。俳優。
東京都日野市出身。血液型:AB型。

## 来歴･人物
- 2004年
  - 江戸川チョヲイチロウとしてWhip rushに参加。東京都内での活動を開始。
- 2010年
  - Whip rush活動休止に伴い、hualia'nを結成。Whip rushとは異なる歌もの主体の楽曲に路線を変更する。同年3月にはhualia'n 初となる企画を開始。11月にはチェルシーホテルにて以後の企画名となる『放課後ジュウハチジ』の第1回目『放課後ジュウハチジ(屋上編)』を開催した。
- 2011年
  - 東日本大震災を受け、江戸川チョヲイチロウとしてライブ出演をする。hualia'n として2度目となる企画『放課後ジュウハチジ(課外授業編)』を中野ヘビーシックゼロにて開催。
- 2014年
  - hualia'n活動休止に伴い、江戸川チョヲイチロウとしてソロ活動を開始する。ソロ名義で初となるCD作品『 1 』を発売。『 1 』発売当日、ワンマンライブを行う。

## 出演作品

### 舞台
- 山下幼稚宴ミュージカル
  - 「夢と笑いの製作所」ジャンキー船長役＜相鉄本多劇場＞
  - 「12月のピエロ協奏曲」ゲスト：ヒメ役＜相鉄本多劇場＞

## 発売作品

### CD
- 『山下幼稚宴BEST』（2010年、平松新）
- 『江戸川チョヲイチロウ/1』（2014年、松田プレゼンツ）